# Honda S-Wing
Der Honda S-Wing (JF 12) ist ein Motorroller des japanischen Herstellers Honda.
Er ist der Modell-Nachfolger des Honda FES 125 Pantheon.
Ausgestattet ist er mit einem 10 kW (14 PS) starken, flüssigkeitsgekühlten Einzylinder-Viertaktmotor mit elektronischer Einspritzung. Der Hubraum beträgt 125 cm³, die Höchstgeschwindigkeit 105 km/h. Der S-Wing ist 162 kg schwer (vollgetankt) und hat einen Tankinhalt von 9,4 Litern. Das Getriebe ist eine stufenlose Keilriemenautomatik mit Fliehkraftkupplung. Zur Ausstattung gehören Antiblockiersystem (ABS), Drehzahlmesser, Doppelscheinwerfer, geregelter Katalysator und eine Batterie mit 12 V/6 Ah. Unter der Sitzbank ist Stauraum für zwei Helme und der Roller hat eine 12-Volt-Steckdose.
Der S-Wing wurde in Europa für den europäischen Markt konstruiert und produziert.
Neben der Verkaufsbezeichnung als S-Wing lautet die interne Bezeichnung bei Honda ZDCJF12 (identisch mit der des Vorgängers Pantheon).
2015 kam mit dem Honda Forza 125 das Nachfolgermodell auf dem Markt.

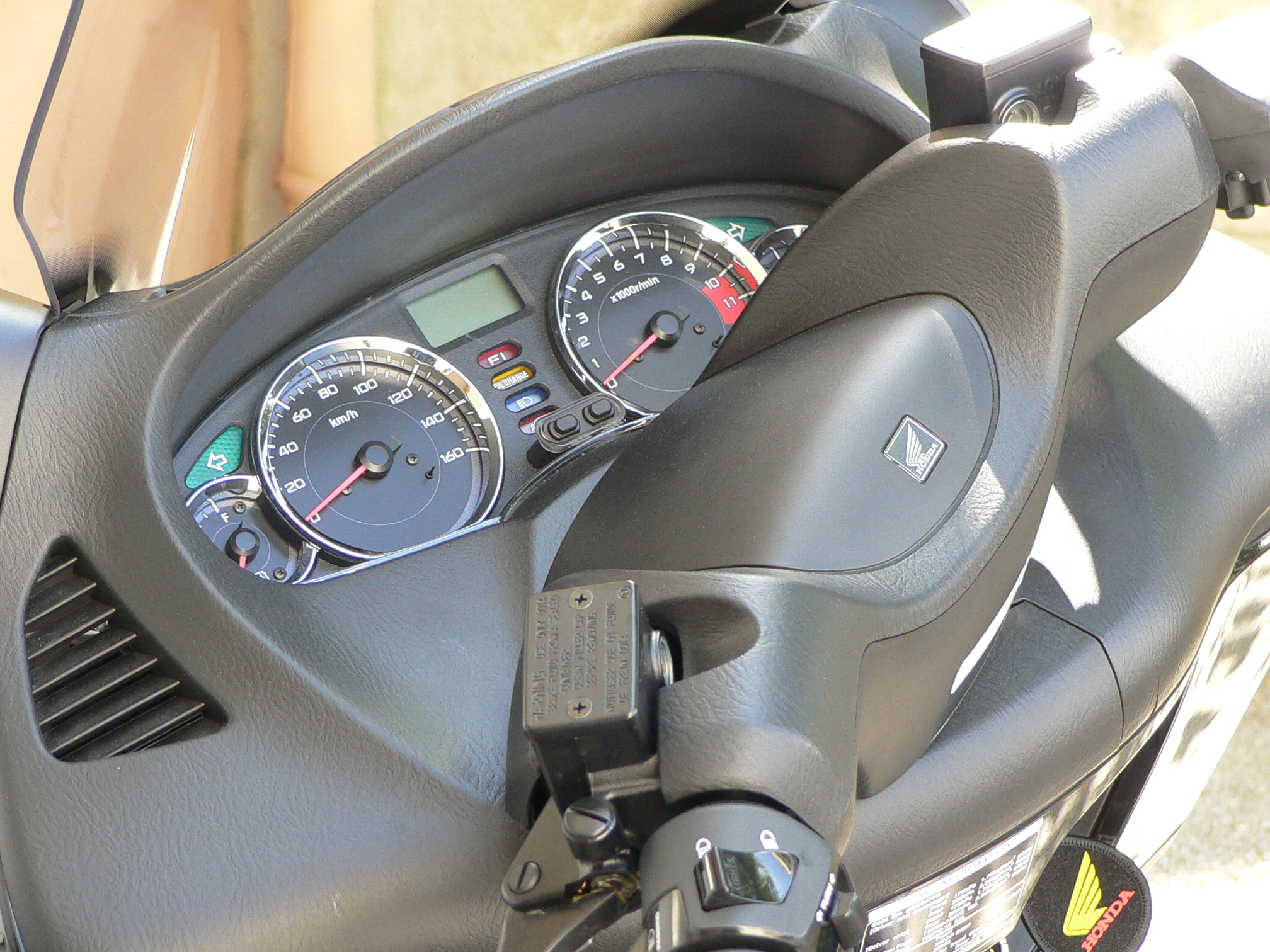
Honda S-Wing 125 ABS-Cockpit
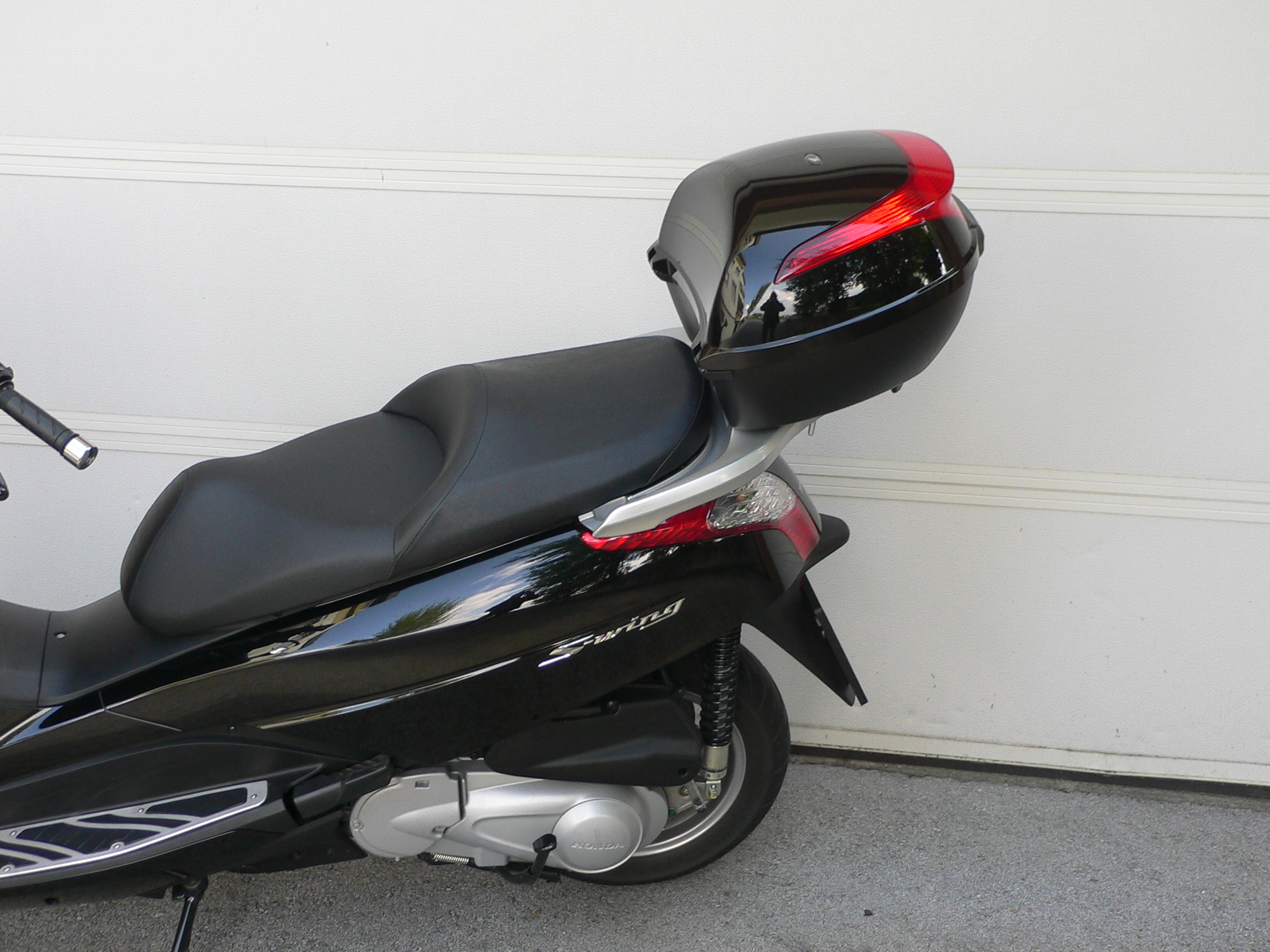
Honda S-Wing 125